# Giudicello Cortinchi
Giudicello Cortinchi, né le 24 octobre 1891 à Ajaccio (Corse) et mort le 15 octobre 1972 à Mirepoix (Ariège), est un homme politique français.

## Biographie
On sait assez peu de choses sur Giudicello Cortinchi, si ce n'est son état civil,.
En 1957, il devient ministre des Finances.
Il est désigné pour siéger au Sénat de la Communauté,,.